# نظرية التكافل الداخلي
تنص نظرية التكافل الداخلي على أن المتقدرات (mitochondria) والصانعات (plastids) (مثل الصانعات اليخضورية) (chloroplasts) وربما غيرها من عضيات الخلايا حقيقيات النوى (eukaryotic) تنشأ من خلال التكافل (symbiosis) بين كائنات مجهرية متعددة. وتنشأ طبقًا لهذه النظرية عضيات معينة مثل البكتريا في حالتها الحرة والتي يتم أخذها في خلية أخرى كمعايش جواني (endosymbionts). وتتطور المتقدرات من البروتيوباكتريا (وخاصة، الريكتساوات (Rickettsiales) أو كليد إس إيه آر، (SAR11 clade) أو الأشياء وصيلة الثقة) والصانعات اليخضورية الناشئة عن البكتريا الزرقاء (cyanobacteria).

## معلومات تاريخية

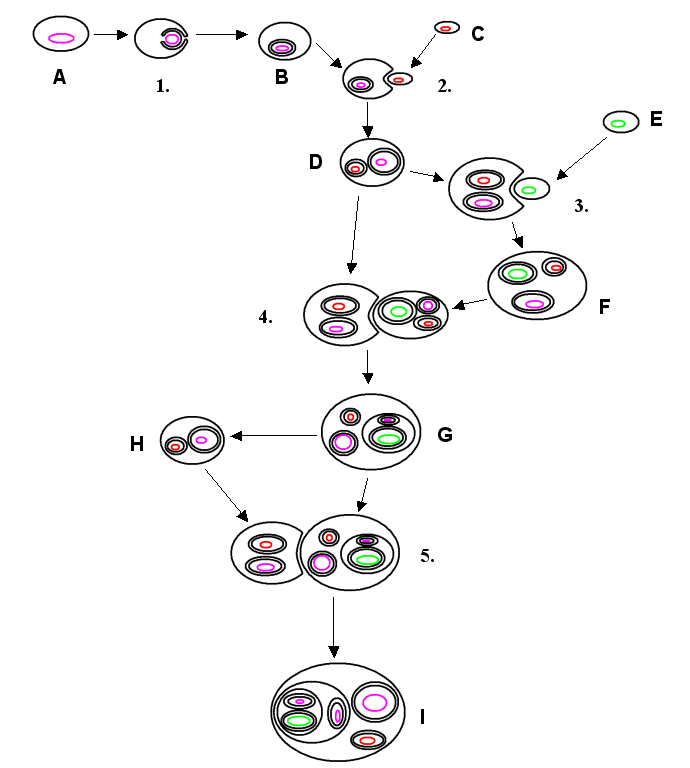
نظرية التكافل الداخلي

كان أول من أفصح عن نظريات التكافل (والمشتقة من الكلمات اليونانية:(ἔνδον) التي تعني ضمن أو داخل و (σύν)والتي تعني «معًا» و (βίωσις) وتعني حيويًا أو حيًا) هو عالم النبات الروسي كونستانتين ميريشكاوزيكي (Konstantin Mereschkowski) وكان ذلك عام 1905. كان ميريشكاوزيكي مطلعًا وبشكل وثيق على ما قدمه عالم النبات أندريز شمبر (Andreas Schimper)، والذي لاحظ عام 1883 أن تقسيم الصانعات اليخضورية (chloroplasts) في النباتات الخضراء تشبه بشكل كبير البكتريا الزرقاء (cyanobacteria) وهو أيضًا نفسه من اقترح على سبيل التجربة (وفي هامش) أن النباتات الخضراء تنشأ نتيجة لاتحاد تكافلي بين كائنين حيين.
كما واصل إيفان وليان (Ivan Wallin) فكرة الأصل التكافلي الميتوكوندريا (mitochondria) وذلك عام 1920. تم تجاهل هذه النظريات ونبذها في بداية الأمر. ولكن تجددت هذه الفكرة مرة أخرى عام 1960 وذلك بعد عقد مقارنات مجهرية أكثر تفصيلاً بين الكيمياء الزرقاء والصانعات اليخضورية (وعلى سبيل المثال، الدراسات التي قام بها هانز ريس (Hans Ris))، وكان ذلك مصحوبًا باكتشاف فكرة أن الصانعات اليخضورية والكيمياء الزرقاء يحتويان على الحمض النووي الخاص بهما (والذي عُرف آنذاك بأنه المادة الوراثية للكائنات الحية).
قامت لين مارغوليس (Lynn Margulis) بتحسين هذه النظرية وتدعيمها بالأدلة الميكروبيولوجية وذلك من خلال البحث الذي أعدته عام 1967 بعنوان أصل الخلايا حقيقية النواة. كما أوضحت في بحثها الذي أعددته عام 1981 تحت عنوان دور التكافل في تطور الخلية (Symbiosis in Cell Evolution) أن الخلايا حقيقية النواة تنشأ كمجموعة من الكيانات المتفاعلة بما يتضمن الخلايا المتكافلة الملتويةوالتي تطورت داخل السوط والأهداب. ولكن لم تلقَ هذه النظرية الأخيرة قبولاً، وذلك لنقص الحمض النووي لدى السوط وأيضًا لعدم ظهور أية متشابهات تركيبية بينها وبين البكتريا أو العتائق. أنظر أيضًا تطور السوط (Evolution of flagella).
وطبقًا لما قالته مارغوليس (Margulis)ودوريون ساجون(Dorion Sagan) «أن الحياة لا تؤخذ عبر العالم بالحرب والمنافسة وإنما بالترابط» (أو بمعنى آخر عن طريق التعاون). كما تمت دراسة احتمال احتواء الجسيمات التأكسدية (peroxisome) على أصل تكافلي، وهذا على الرغم من نقص الحمض النووي بها. واقترح كريستيان دي دوف (Christian de Duve) أنها قد تكون المعايشات الداخلية الأولى، مما يتيح للخلايا تحمل كميات متزايدة من الأوكسجين الجزيئي المنتشر في الغلاف الجوي. ومع ذلك، يبدوا الآن أنها قد تتكونمن جديد، مما يتعارض مع فكرة أن لديها أصول تكافلية.
ويُعتقد أنه عبر الآف السنين قامت هذه المعايشات الداخلية بنقل بعض من الحمض النووي الخاص بها إلى نواة الخلية المضيفة وذلك خلال الانتقال التطوري من مجموعة متكافلة إلى خلية حقيقية النواة (تسمى «تعايش داخلي مسلسل»).

## من المعايشات الداخلية إلى العضيات الخلوية
ووفقًا لما قاله كيلينج (Keeling) وأرشيبالد (Archibald)، فإن الطريقة المعتادة لتمييز العضيات الخلوية من المعايشات الداخلية هي عن طريق خفضهم لأحجام الجينوم. وبما أن المعايش الجواني يتطور إلى عضية، فإن معظم جيناتها يتم نقلها إلى جينوم الخلية المضيفة. وتحتاج الخلية المضيفة والعضية إلى تطوير آلية النقل بما يسمح بالنقل الارتجاعي لمنتجات البروتين التي تحتاجها العضية ولكن يتم صنعها الآن بواسطة الخلية. ويقول المؤلفون أنه على الرغم من استخدام مثال أميبا المياه العذبة باولينيلا (Paulinella) الحاملة للصبغ، والتي تحتوي على حاملات للصبغ تطورت من البكتريا الزرقاء، إلا أن هذا ليس هو المعيار الوحيد الممكن، فهناك معيار ممكن آخر وهو أن الخلية المضيفة تمكنت من التحكم في تنظيم شعبة المعايش الجواني السابق وذلك بالتزامن مع التقسيم الخاص بالخلية. قام ناوك (Nowack) وزملاؤه بتنفيذ التسلسل الجيني على حامل الصباغ.(1.02Mb) ووجدوا أن 867 بروتين فقط قد تم تشفيرها بواسطة هذه الخلايا الضوئية. وكشفت المقارنات مع أقرب بكتريا زرقاء حرة من نوع سينيكوكس (Synechococcus) (يحمل جينوم يبلغ حجمه 3 ميجابت مع 3330 جين) أن حاملات الصباغ قد تعرضت لانكماش جينومي حاد. ولم تستطع حاملات الصباغ التي كانت مسئولة عن عملية التمثيل الضوئي أن تقوم بتنفيذ مهام بيولوجية أخرى، مما يدل بوضوح على أن هذه الخلايا التكافلية كانت تعتمد اعتمادًا كبيرًا على مضيفيهم من أجل البقاء وتفعيل آليات نموهم. وهكذا، يتضح أن هذه الحاملات لا تستطيع أداء وظائف ذات أغراض محددة فيما يتعلق بالعضية، وذلك بالمقارنة مع الميتوكوندرياوالبلاستيدات (plastids). ويمكن لهذا التمييز أن يعزز التطور المبكر لعضيات التمثيل الضوئي.

## الدليل
يمكن أن ندلل على أن الميتوكوندريا والبلاستيدات قد نشأت من البكتريا على النحو التالي:
- تم تكوين ميتوكوندريا وبلاستيدات جديدة فقط من خلال عملية تشبه الإنشطار الثنائي.
- في بعض الطحالب، مثلالحنديرة (Euglena)، يمكن تدمير البلاستيدات بواسطة بعض المواد الكيميائية أو بسبب غياب الضوء لفترة طويلة دون أن يؤثر ذلك على الخلية. في مثل هذه الحالة لا يمكن تجديد البلاستيدات. مما يدل على أن تجديد الخلية يعتمد على مصدر خارج الخلية مثل انقسام الخلية أو تعايش جواني.
- وهي محاطة باثنين أو أكثر من الأغشية، وتقوم الأغشية الأعمق بإظهار الاختلافات فيما يتعلق بتكوين أغشية أخرى للخلية.
- تحتوي الميتوكوندريا والبلاستيدات على الحمض النووي (DNA) والذي يختلف عن الموجود في نواة الخلية ويشبه ذلك الموجود في البكتريا (سواء في حجمه أو شكله الدائري).
- يشير التحليل التسلسلي للحمض النووي وتقديرات والتطور إلى أن الحمض النووي يحتوي على الجينات التي ربما جاءت من البلاستيدات.
- ريبوسومات (ribosomes) هذه العضية تشبه تلك التي وجدت في البكتريا (70S).
- البروتينات الموجودة في أصل العضية مثل تلك التي في البكتريا، قم باستخدام الحمض الأميني البروتيني الحيوي (N-formylmethionine) كالحمض الأميوني الأساسي.
- الكثير من البنية الداخلية والكيميائية الخاصة بالبلاستيدات مثل وجود الثايلاكويد (thylakoid) وخاصةالكلوروفيل (chlorophyll) مشابهة جدًا لتلك التي في البكتريا الزرقاء. كما تشير تقديرات والتطور الخاصة بالبكتريا والبلاستيدات والجينوم حقيقي النواة إلى أن البلاستيدات تتصل اتصالاً وثيقًا بالبكتريا الزرقاء.
- يوجد لدى الميتوكوندريا العديد من الإنزيمات ونظم النقل المشابهة لتلك التي في البكتريا.
- كما يتم نقل بعض البروتينات المشفرة في النواة إلى العضية، وتحتوي الميتوكوندريا والبلاستيدات على جينومات صغيرة بالمقارنة مع البكتريا. مما يتفق مع الاعتماد المتزايد على المضيف حقيقي النواة بعد تشكيل المعايش الجواني. وتم فقد معظم جينات العوامل الوراثية الخاصة بالعضية أو تم نقلها إلى النواة. وتقع معظم الجينات التي تتطلبها وظيفة الميتوكوندريا والبلاستيدات في الخلية. حيث تنشأ العديد من هذه الخلايا من معايش جوانية بكتيرية.
- البلاستيدات موجودة في مجموعات مختلفة من الطلائعيات (protists) التي يرتبط بعضها ارتباطًا وثيقًا بأشكال تفتقر إلى البلاستيدات. مما يشير إلى أنه إذا نشأت البلاستيدات الخضراء من جديد، تقوم هذه الأشكال بفعل نفس الشيء عدة مرات مما يجعل من الصعب تفسير التشابه الشديد بينهم.
- كما يحتوي العديد من هذه الأولانيات على البلاستيدات «وحيدة الخلية» التي لم يتم الحصول عليها من البلاستيدات حقيقة النواة.
- من بين حقيقيات النواة التي حصلت على البلاستيدات الخاصة بها من البكتريا (المعروفة باسم نباتات أصلية) (Archaeplastida)، وطحالب الأشنيات (glaucophyt) التي تشبه البكتريا الزرقاء بشكل كبير. وخاصة من يمتلكون جدار خلية ببتيدوغليكان(peptidoglycan) بين الغشائين.

## التعايش الجواني الثانوي
ينطوي التعايش الجواني الأساسي على الإحاطة بنوع من البكتريا وذلك بواسطة كائن حي حر. يحدث التعايش الجواني الثانوي عندما يتم اجتياح منتج التعايش الجواني الأساسي بواسطة منتج آخر حر وذي نواة حقيقة. وقد حدث هذا التعايش الثانوي عدة مرات، مما أدى إلى ظهور مجموعات مختلفة للغاية من الطحالب وغيرها من حقيقيات النواة. وتستطيع بعض الكائنات الحية الاستفادة من مثل هذه العملية وذلك من خلال اجتياح الطحالب واستخدام منتجاتها من التمثيل الضوئي، ولكن عند موت الطحلب الذي تم اجتياحه أو فقده يعود المضيف إلى حالته الحية. أصبح التعايش الجواني أمرًا ضروريًا ولازمًا للعضيات، حيث لا يمكنها البقاء على قيد الحياة بدون وجوده (لإلقاء نظرة عامة راجع ماكفادين McFadden) 2001)). سلطت ريدتول (RedToL) أو مبادرة الطحلب الأحمر شجرة حياة والتي تمولها مؤسسة التعليم الوطني (National ScienceFoundation) الضوء على دور الطحلب الأحمر أوالرودوفيتا في تطوير كوكبنا من خلال التعايش الجواني الثانوي.
وقد لاحظ أوكاموتوا (Okamoto) وإينوي (Inouye) عام (2005) إمكانية تعايش جواني واحد في هذه العملية. ويتصرف وحيد الخلية الذي يتغذى على غيره هاتينا (Hatena) مثل الحيوان المفترس حتى يبتلع الطحالب الخضراء، والتي تفقد سياطها وهيكلها الخلوي بسبب ذلك، في حين يتحول هاتينا، والذي أصبح مضيفًا الآن، إلى التغذية الضوئية ويفقد جهاز التغذية الخاص به.
وتترك عملية التعايش الجواني أثرها التطوري داخل التضاريس الفريدة لأغشية البلاستيد. وتحاط البلاستيدات الثانوية بثلاث (طحالب يوجلينية وبعض الطحالب الدوارة) أو أربعة أغشية (في هابتوفيت (haptophyte) وهيتركونت (heterokont) وكريبتوفيت (cryptophyte) وكلوراشنيوفيت (chlorarachniophyte)). ويعتقد أن الغشائين الإضافيين يعملان على التوافق مع غشاء البلازمة الخاص بالطحلب المجتاح ومع غشاء الخلية المضيفة. ويتمثل الحصول على التعايش الجواني لخلية حقيقية النواة في الكريبتوفيتس، حيث توجد نواة من الطحالب الحمراء المتكافلة (نكليومورف) (nucleomorph) بين غشائين بلاستيديين داخليين وغشائين خارجيين.
وعلى الرغم من تنوع الكائنات التي تحتوي على البلاستيدات، تشير المورفولوجيا، والكيمياء الحيوية، وتنظيم الجينوم، والنسالة الجزيئية من الحمض الريبي النووي (RNAs) والبروتينات إلى أصل واحد من كل البلاستيدات الموجودة. ولكن لاتزال هذه النظرية محل جدال ونقاش.
وتمتلك بعض الأنواع بما في ذلك القمل البشري (Pediculus humanus) كروموسومات متعددة في الحبيبات الخيطية. ويشير هذا، إلى جانب تطورات سلالات الجينات المشفرة داخل الحبيبات الخيطية إلى أنه قد تم الحصول على جذور الميتوكوندريا عدة مرات قبل ذلك وليس مرة واحدة.

## التمدد
- لا يمكن للميتوكوندريا ولا للبلاستيدات البقاء على قيد الحياة خارج الخلية أو في الجو المفعم بالأكسجين، لأنهم في تلك الحالة يفقدون العديد من العناصر الغذائية الأساسية الأزمة للبقاء على قيد الحياة. ويشير هذا المعيار الجدلي إلى أن الميتوكوندريا/البلاستيدات تستطيع التعايش مع مضيفيهم. وطبقًا لهذا الرأي، فقد تم ببساطة حذف النظم والجينات التي لم تعد ضرورية، وبدلاً من ذلك يتم نقلها في الكثير من الأحيان إلى الجينوم المضيف. (في الواقع تشكل هذه التحويلات وسيلة هامة للخلية المضيفة لتنظيم نشاط البلاستيدات أو الميتوكوندريا.) فعلى سبيل المثال، فإن معظم البلاستيدات ليست قادرة على إنتاج البروتينات اللازمة للتنفس. وقد يتسبب ذلك في موتها، لأنها مثل العديد من الخلايا الحية، والبلاستيدات تموت إذا لم يتم توفير الطاقة لها من قبل التنفس.
- خلية كبيرة، وخاصة المجهزة للاحتساء، وتحتاج متطلبات حيوية، والتي لا يمكن تحقيقها دون تدخيل إنتاج الطاقة (بسبب انخفاض المساحة السطحية إلى نسبة الحجم مع زيادة الحجم). هذا يعني أنه يجب على الخلية ألا تكون حقيقية النواة حتى تحصل على الميتوكوندريا، ويجب أن تكونبدائية النواة. هذا بدوره يعني أنه قد تم ظهور حقيقيات النوى وتشكيل الميتوكوندريا في وقت واحد. ويمكن تفسير ذلك من خلال علاقة تكافلية ممكنة ووثيقة جدًا بين نوعين من بدائيات النوى التي أدت في النهاية إلى تبادل الجينات وتجتاح الميتوكوندريا من خلال الانصهار الجزئي أو من البكتيريا التي تجتاح المضيف.
- يظهر التحليل الجيني لحقيقيات النوى الصغيرة التي تفتقر إلى الميتوكوندريا أنها ما زالت تحتفظ بكل الجينات لبروتينات الميتوكوندريا. مما يعني أن كل حقيقيات النوى على حد سواء تمتلك ميتوكوندريا. ويمكن الرد على هذا الاعتراض، كما سبق ذكره، من أن أصل حقيقيات النواة يتزامن مع تكوين الميتوكوندريا. وقد نفترض تبادليًا أن جميع سلالات الميتوكوندريا حقيقية النوى قد انقرضت، إما بسبب المنافسة من كليد تكافلي أو بسبب تسمم الأكسجين لأن مستوياته استمرت في الارتفاع.

وتكون هاتان المشكلتان فيما يتعلق بنطاق فرضية الهيدروجين.

## وصلات خارجية
- Tree of Life Eukaryotes